# У цирку
«У цирку» (англ. At the Circus) — американський комедійний мюзикл Едварда Баззела 1939 року з братами Маркс в головній ролі.

## Сюжет
Джефф Вілсон, власник невеликого цирку, повинен своєму партнеру Джону Картеру 10 000 доларів. Перш, ніж Джефф зміг заплатити, Картер дозволяє своїм спільникам вкрасти гроші, так що тепер він може забрати цирк собі. Антоніо Піреллі і Панчі, які працюють в цирку, разом з адвокатом Луфолом намагаються знайти злодія і повернути гроші.

## У ролях
- Брати Маркс:
  - Граучо Маркс — адвокат Луфол
  - Чіко Маркс — Антоніо Піреллі
  - Гарпо Маркс — Панчі
- Кенні Бейкер — Джефф Вілсон
- Флоренс Райс — Джулі Рендалл
- Ів Арден — Пірлес Полін
- Маргарет Дюмон — місіс Дюкесбарі
- Нат Пендлтон — Голіаф
- Фріц Фельд — Джардін
- Джеймс Берк — Джон Картер

## Музичні номери
- «Step Up And Take A Bow»
- «Lydia, the Tattooed Lady»
- «Two Blind Loves»
- «Swingali»
- «Blue Moon»
- «Полька пивної бочки» / («Beer Barrel Polka»)